# El regreso del guerrero
El Regreso del Guerrero es el tercer álbum de estudio de Gillman. Supuso el regreso de la banda las raíces metaleras, después del álbum solista publicado por Paul (Sígueme de 1988).
Las sesiones de grabación se efectuaron en Estudios Mad Box de Caracas durante buena parte del año 1990; esta producción contó con ediciones a vinilo y casete, se comercializó casi exclusivamente en Venezuela,  a diferencia de otros álbumes del artista que lograron ediciones y reediciones a nivel internacional.
Como su nombre lo indica marca la vuelta de Gillman a su estilo con un sonido marcado por el Hard Rock, Glam y en menor medida Heavy Metal, es el último álbum de Paul prensado por una gran disquera.  

## Detalles Técnicos
Con la edición del álbum Sígueme (1988), Paul Gillman pasa a formar parte del staff de una discográfica de gran importancia en Venezuela y esto le garantiza una gran difusión de esta obra, pero también representa un bache en donde se aleja de sus raíces iniciales para acercarse a un sonido bastante comercial, lo cual queda plasmado en el hit “Adriana”; un sonido totalmente alejado de lo que representa como agrupación Gillman; y aunque este sonido le garantizaba éxito comercial y beneficios económicos, Paul optó por regresar a sus raíces y principios, es así como en 1990 edita El Regreso del Guerrero, con el nombre se busca retomar la línea del último álbum publicado como banda (El guerrero).
Fue grabado y mezclado por Boris Milán en Estudios Mad Box, aunque la producción de “Necesito de ti” corrió a cargo de Álvaro Falcón, Paul Gillman, de este álbum lograrían amplia aceptador los clásicos “F-27”, “Dr Kanoche”, "Ladrolítico", "Maldita Velocidad" y "Los visitantes (fenómeno OVNI)" temas recurrentes en las presentaciones del grupo y así mismo regrabados en nuevas publicaciones como "Clásicos Recargados".

## Canciones
1. Enciendes bien mi motor (L: Paul Gillman/M: Carlos Silvas)
2. No tengo nada (L: Paul Gillman/M: Paul Gillman/Ernesto Ferro)
3. El Rock’n'Roll es para ti (L: Paul Gillman/M: Alvin Lee)
4. Necesito de ti (L: Paul Gillman/M: Michael Bolton)
5. Sudor y acción (L: Paul Gillman/M: John Farnhan / Bruce Woolley / Andy Hill)
6. Vuelve (L: Paul Gillman/M: Ernesto Ferro)
7. Chao, chao Jhonny (L: Paul Gillman/M: Chuck Berry)
8. Los muertos de Buena Vista (M: Alex García)
9. Dr. Kanoche (L: Paul Gillman/M: Paul Gillman/Ernesto Ferro/Alex García)
10. F-27 (L: Paul Gillman/M: Ernesto Ferro)
11. Ladrolítico (L: Paul Gillman/M: Ernesto Ferro)
12. Asesino (en vivo) (L: Paul Gillman/M: Paul Gillman/Giancarlo Picozzi/Breno Díaz)
13. Maldita Velocidad (L: Paul Gillman/M: Paul Gillman/Ernesto Ferro/Félix Guerra)
14. Los visitantes (fenómeno OVNI) (L: Paul Gillman/M: Ernesto Ferro)
15. El Regreso del Guerrero (M: Ernesto Ferro)

## Formación
- Paul Gillman – Voz
- Ernesto Ferro – Guitarra y coros
- Alex García – Guitarra y coros
- Eulalio “Churdy” Toledo – Bajo y coros
- Félix Guerra – Batería

Músicos invitados en el tema “Necesito de ti”: 
- Álvaro Falcón - Guitarras
- Luis Emilio Maury - Bajo
- Iván Velázquez - Batería
- Silvano Monasterios - Piano
- Coros: Lili Ortiz, Biella Da Costa, Leonor Jove, Wolfgang Vivas, Jesús Toro y Pedro Rodríguez.

## Créditos
- Todos los temas excepto “Necesito de ti”, Grabado y mezclado por: Boris Milán en Estudios Mad Box. 1990. Caracas, Venezuela
- “Necesito de ti” Producción: Álvaro Falcón, Paul Gillman - Grabado y mezclado por: Carlos Guerreiro